# WTA Surabaya
Das WTA Surabaya (offiziell: Wismilak International) war ein Damen-Tennisturnier der WTA Tour, das in der indonesischen Stadt Surabaya ausgetragen wurde. 
Nachfolger des Turniers ist das WTA-Turnier in Kuala Lumpur.

## Siegerliste

### Einzel
| Jahr | Siegerin            | Finalgegnerin   | Ergebnis          |
| ---- | ------------------- | --------------- | ----------------- |
| 1994 | Elena Wagner        | Ai Sugiyama     | 2:6, 6:0, Aufgabe |
| 1995 | Wang Shi-ting       | Yi Jingqian     | 6:1, 6:1          |
| 1996 | Wang Shi-ting       | Nana Miyagi     | 6:4, 6:0          |
| 1997 | Dominique Van Roost | Lenka Nemecková | 6:1, 6:3          |

### Doppel
| Jahr | Siegerinnen                     | Finalgegnerinnen              | Ergebnis      |
| ---- | ------------------------------- | ----------------------------- | ------------- |
| 1994 | Yayuk Basuki Romana Tedjakusuma | Kyoko Nagatsuka Ai Sugiyama   | kampflos      |
| 1995 | Petra Kamstra Tina Križan       | Nana Miyagi Stephanie Reece   | 2:6, 6:4, 6:1 |
| 1996 | Alexandra Fusai Kerry-Anne Guse | Tina Križan Noëlle van Lottum | 6:4, 6:4      |
| 1997 | Kerry-Anne Guse Rika Hiraki     | Maureen Drake Renata Kolbovic | 6:1, 7:6      |